# Ajinomoto
Ajinomoto Co., Inc. (味の素株式会社 (Vị Tố chu thức hội xã) Ajinomoto Kabushiki gaisha) là một tập đoàn thực phẩm và AminoScience của Nhật Bản chuyên sản xuất gia vị, dầu ăn, thực phẩm đông lạnh, nước giải khát, chất làm ngọt, amino acid và dược phẩm.
AJI-NO-MOTO (味の素 AJI-NO-MOTO, "bản chất của hương vị") là tên thương mại của sản phẩm bột ngọt (MSG) ban đầu của công ty.
Trụ sở chính của công ty được đặt tại Chūō, Tokyo.
Ajinomoto hoạt động tại 35 quốc gia, sử dụng khoảng 32.734 người vào năm 2017. Doanh thu hàng năm của nó trong năm tài chính 2017 là khoảng 10,5 tỷ USD.